# Metalizer
Metalizer är det tredje albumet av det svenska heavy metal-bandet Sabaton. Det släpptes den 16 mars 2007. 
Albumet spelades in redan innan Primo Victoria, med det italienska skivbolaget Underground Symphony. När Sabaton senare bytte till Black Lodge Records blev det bråk angående upphovsrättigheterna och dylikt men efter en okänd tidsperiod löste det sig och skivan Metalizer kunde släppas.

## Låtlista
Metalizer
1. "Hellrider"
2. "Thundergods"
3. "Metalizer"
4. "Shadows"
5. "Burn Your Crosses"
6. "7734"
7. "Endless Nights"
8. "Hail to the King"
9. "Thunderstorm"
10. "Speeder"
11. "Masters of the World"
12. "Jawbreaker" (Judas Priest-cover/bonusspår)

Fist for Fight (samling av demoskivor)
1. "Introduction"
2. "Hellrider"
3. "Endless Nights"
4. "Metalizer"
5. "Burn Your Crosses"
6. "The Hammer Has Fallen"
7. "Hail to the King"
8. "Shadows"
9. "Thunderstorm"
10. "Masters of the World"
11. "Guten Nacht"
12. "Birds of War"

## Banduppsättning
- Joakim Brodén - sång och keyboard
- Rickard Sundén - gitarr
- Oskar Montelius (musiker) - gitarr
- Pär Sundström - bas
- Daniel Mullback - trummor